# Eopineus pincoides
Eopineus pincoides är en insektsart. Eopineus pincoides ingår i släktet Eopineus och familjen barrlöss. Inga underarter finns listade i Catalogue of Life.